# 1965年ラグビー香港代表の日本遠征
1952年ラグビー香港代表の日本遠征では、1965年9月にラグビー香港代表が日本に遠征し4試合が組まれた。

## 試合日程・結果
| 日時          | 会場                       | ホーム       | スコア | アウェイ |
| ------------- | -------------------------- | ------------ | ------ | -------- |
| 1965年9月17日 | 秩父宮ラグビー場（東京都） | 八幡製鉄     | 8-0    | 香港     |
| 1965年9月19日 | 秩父宮ラグビー場（東京都） | 近畿日本鉄道 | 14-3   | 香港     |
| 1965年9月21日 | 秩父宮ラグビー場（東京都） | 全東京       | 17-3   | 香港     |
| 1965年9月23日 | 秩父宮ラグビー場（東京都） | トヨタ自工   | 24-8   | 香港     |